# Curtiss A-12 Shrike
Curtiss A-12 Shrike là loại máy bay cường kích thứ hai của Quân đoàn Không quân Lục quân Hoa Kỳ, nó là máy bay cường kích chủ lực trong thập niên 1930 của không quân. Nó được thiết kế dựa trên A-8, nhưng có động cơ làm mát bằng nước bố trí kiểu tròn thay vì kiểu thẳng như của A-8 và một số thay đổi khác.

## Quốc gia sử dụng
Republic of China
- Không quân Cộng hòa Trung Hoa[2]

 United States
- Quân đoàn Không quân Lục quân Hoa Kỳ

## Tính năng kỹ chiến thuật (A-12 Shrike)
Dữ liệu lấy từ The Complete Encyclopedia of World Aircraft
Đặc điểm tổng quát
- Kíp lái: 2
- Chiều dài: 32 ft 3 in (9,83 m)
- Sải cánh: 44 ft 0 in (13,41 m)
- Chiều cao: 9 ft 4 in (2,84 m)
- Diện tích cánh: 284 ft² (26,38 m²)
- Trọng lượng rỗng: 3.898 lb (1.768 kg)
- Trọng lượng cất cánh tối đa: 5.756 lb (2.611 kg)
- Động cơ: 1 × Wright R-1820 "Cyclone", 690 hp (515 kW)

 Hiệu suất bay 
- Vận tốc cực đại: 177 mph (154 knot, 285 km/h)
- Tầm bay: 521 dặm (453 hải lý, 838 km)
- Trần bay: 15.150 ft (4.620 m)

Trang bị vũ khí

- Súng:
- 5 × súng máy M1919 Browning.30 in (7,62 mm)
- Bom:
- 4 quả bom 122 lb (55 kg) hoặc 10 quả bom phá mảnh 30 lb (13,6 kg)

### Danh sách khác
- Danh sách máy bay quân sự giữa hai cuộc chiến tranh thế giới
- Danh sách máy bay quân sự của Hoa Kỳ
- Danh sách máy bay trong Chiến tranh Thế giới II